# Maria Immaculata Maierhofer
Maria Immaculata Maierhofer OCist (* 19. Dezember 1956 in Goldgeben) ist 3. Äbtissin der Zisterzienserinnen-Abtei Marienfeld in Niederösterreich.

## Leben
Maria Maierhofer stammt aus Goldgeben. Nach ihrer schulischen Ausbildung in Hausleiten wurde sie an der Krankenpflegeschule Tulln zur Diplomkrankenschwester ausgebildet. Nach praktischen Erfahrungen im Krankenhaus Tamsweg, trat sie am 13. Oktober 1979 in die Abtei Mariastern-Gwiggen ein und erhielt den Ordensnamen Sr. Maria Immaculata. Während ihrer klösterlichen Ausbildung legte sie die Gesellenprüfung für die Gestaltung von Paramenten ab
Im Oktober 1982 band sie sich durch die feierlichen Ordensgelübde an die Abtei Mariastern, wurde aber bereits einen Monat später mit sieben Schwestern in das neu errichtete Kloster Marienfeld beim Wallfahrtsort Maria Roggendorf im Bezirk Hollabrunn entsandt. Dort leitete sie die Paramenten-Werkstatt und trug dazu bei, das Kloster zu einer selbstständigen Zisterzienserinnen-Abtei auszubauen.
Das Konventkapitel von Marienfeld wählte Maierhofer am 14. Juli 2023 als Nachfolgerin von Äbtissin Maria Hedwig Pauer, die altersbedingt ihren Rücktritt eingereicht hatte, zur dritten Äbtissin von Marienfeld. Den Vorsitz der Wahl hatte Vinzenz Wohlwend, Abtpräses der Mehrerauer Kongregation. erteilte ihr am 29. September 2023 die Benediktion.
Die Benediktion, Amtseinführung und Segnung als neue Äbtissin erfolgten feierlich am 29. September 2023 durch Mauro-Giuseppe Lepori, Generalabt des Zisterzienserordens. Interessierte, die an der Feier samt Agape teilnehmen wollten, wurden aufgefordert, sich rechtzeitig anzumelden. Maria Immaculata Maierhofer widmet ihr Leben dem Dienst in der Klostergemeinschaft und der kunstvollen Gestaltung liturgischer Textilien.